# Нурдуран Думан
Нурдуран Думан (на турски: Nurduran Duman) е турска журналистка в областта на културата и изкуството, преводачка, редакторка, драматург, поетеса и писателка.

## Биография и творчество
Нурдуран Думан е родена на 23 октомври 1974 г. в Чан, Чанаккале, Турция. Пише първото си стихотворение, когато е на 8 години, а на 9 години иска да бъде писателка. Следва военноморска архитектура и морско инженерство във Факултета по военноморска архитектура и морски науки на Истанбулския технически университет. След дипломирането си работи като инженер до 2004 г. Заедно с работата си следва театрална режисура. Играе много роли в театралната група на университета. След 2004 г. се посвещава на поезията и превода. Работи като преводачка и редакторка в издателство Özgür.
Първото ѝ стихотворение е публикувано в списание „Папирус“ през 2000 г. Първата ѝ книга, стихосбирката „Игра на поражение“ (Yenilgi Oyunu), е издадена през 2006 г. Тя получава наградата за поезия „Джемал Сюрея“ (на името на поета Джемал Сюрея). Втората ѝ стихосбирка „Ми бемол“ (Mi Bemol) е издадена през 2012 г. В следващите години нейни стихосбирки са издадени в превод в САЩ – „Полукръг“ (Semi Circle) през 2016 г., в мултиезикови преводи в Северна Македония през 2017 г. и в Белгия и Китай през 2019 г. Стихосбирката ѝ с избрани творби, „Стъпките на Истанбул“ (Steps of Istanbul), издадена в Китай, е отличена като „Сборник с поезия на годината на Втората международна награда за поезия Боао“. Нейни стихотворения са преведени и на много други езици по света. Като поетеса тя е включена в европейската поетична платформа „Версополис“.
Като драматург е автор на пиесата „Преди летежа“ (Before the Fly), която се играе в турските театри. Прави преводи на чуждестранна литература на турски език. Превежда фентъзи книгата на Алма Александър „Тайната на Джин-Шей“, както и стихотворенията на Ан Секстън, Сара Тийсдейл, Една Сейнт Винсент Милей и Силвия Плат. Нейни статии за поезия, рецензии на книги и интервюта с чуждестранни писатели са публикувани в множество списания и вестници.
Преподава курса „Социологически анализ в турската литература“ в университета „Бахчешехир“ и модерира литературните дейности като куратор в различни платформи. Куратор е на две събития в Истанбул през 2019 г. за Световното поетично движение. Участва активно в широк кръг от международни литературни събития. Преподава и уроци по творческо писане и уроци по поезия в Metot Sanat Academy. Работи като колумнист в един от най-престижните турски вестници – „Джумхуриет“. Подготвя и води телевизионото предаване за литература „Литературен глобус“.
Два пъти е избрана за член на борда на Синдиката на писателите в Турция и е член на турския ПЕН клуб. Владее английски, немски и италиански език.
Нурдуран Думан живее със семейството си в Истанбул.

## Произведения

### Поезия
- Yenilgi Oyunu (2006)[2]
- Mi Bemol (2012)
- Semi Circle (2016) – на английски
- Selected Poems (2017) – на македонско-английски-турски
- Selected Poems (2019) – холандско-английски-турски
- Steps of Istanbul (2019) – на китайско-английски-турски

### Проза
- İstanbul’la Bakışmak, Salacak (2010)[4][2]
- Kızlar ve Babaları (2011)
- Bu Sefer Mavi (2015)
- Annemle Ben (2015)

### Пиеси
- Before the Fly

### Преводи
- The Secret of Jin-shei (2006) от Алма Александър[4][1][2]
- Happy Feet Two: Adventure to Adelie Land (2012) на София Кели
- When Charlie McButton Lost Power (2012) на Сюзън Колинс